# پنبه‌چینان

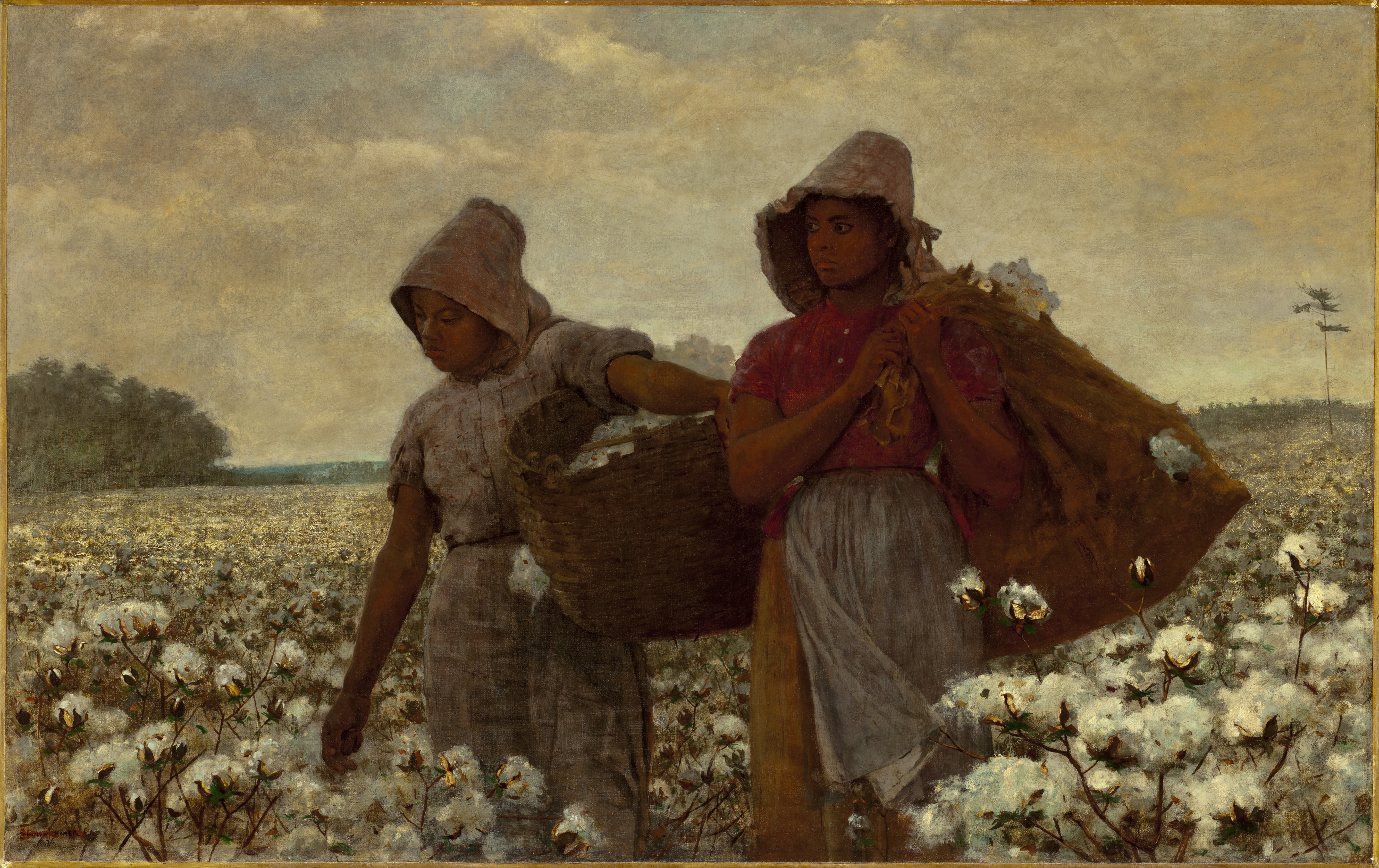
پنبه‌چینان اثر وینسلو هومر

پنبه‌چینان (انگلیسی: The Cotton Pickers) یک نقاشی رنگ روغن بر روی بوم کرباس از نقاش هنرمند آمریکایی، وینسلو هومر است که در سال ۱۸۷۶ طراحی گردید. این نقاشی نمایانگر دو زن جوان آفریقایی-آمریکایی‌تبار است که در یک مزرعهٔ کشت پنبه مشغول به کار می‌باشند. ابعاد این اثر هنرمند، ۶۱/۱۲ در ۹۶/۴۷ سانتیمتر می‌باشد و امروزه در موزه هنر شهرستان لس‌آنجلس قرار دارد